# Parafia bł. Bogumiła w Gnieźnie
Parafia bł. Bogumiła w Gnieźnie – rzymskokatolicka parafia, znajdująca się w dekanacie Gniezno II w archidiecezji gnieźnieńskiej, obejmująca swoim zasięgiem osiedle Róża, Ustronie oraz wieś Jankówko i Wełnica. Wieloletnim, pierwszym proboszczem parafii był ks. kan. Stanisław Pietrzak. Obecnie posługę proboszcza pełni ks. kan. Krzysztof Walkowski, dziekan dekanatu.

## Historia
Parafia została erygowana 15 września 1980 przez kard. Stefana Wyszyńskiego. W 1981 rozpoczęto budowę kościoła według projektu Aleksandra  Holasa. W 1984 roku ukończono budowę plebanii, a w 1989 r. kościoła i dzwonnicy. 10 czerwca 1989 kard. Józef Glemp, metropolita gnieźnieński, dokonał konsekracji świątyni.
Z dniem 1 lipca 2012 roku mianowany został nowy proboszcz parafii, ks. Krzysztof Walkowski, który zastąpił na tej funkcji budowniczego parafii, ks. Pietrzaka.

## Kościół
Zbudowany w nowoczesnym stylu w latach 1981–1989 według projektu Aleksandra Holasa. Może pomieścić 2 tysiące osób. Został uroczyście konsekrowany 10 czerwca 1989 przez prymasa Glempa. Swoim kształtem przypomina ścięty stożek. Jest to kościół dwukondygnacyjny jednonawowy – dolna część poświęcona jest NMP Częstochowskiej. W górnej części znajduje się marmurowe prezbiterium i ołtarz oraz nowoczesne witraże. Na wysokiej wieży umieszczony został duży jednotonowy krzyż. W kościele znajdują się także pochodzące z końca XIX. wieku organy, pomnik Jana Pawła II oraz relikwiarz i płaskorzeźba bł. Bogumiła.